# 2'-Hidroksibifenil-2-sulfinatna desulfinaza
2'-Hidroksibifenil-2-sulfinatna desulfinaza (EC 3.13.1.3, hidrolaza kodirana dszB genom, 2-(2-hidroksifenil) benzensulfinat:H2O hidrolaza, DszB, HBPSi desulfinaza, 2-(2-hidroksifenil) benzensulfinatna sulfohidrolaza, HPBS desulfinaza, 2-(2-hidroksifenil)benzensulfinatna hidrolaza, 2-(2'-hidroksifenil)benzensulfinatna desulfinaza, 2-(2-hidroksifenil)benzensulfinatna desulfinaza) je enzim sa sistematskim imenom 2'-hidroksibifenil-2-sulfinat sulfohidrolaza. Ovaj enzim katalizuje sledeću hemijsku reakciju
2'-hidroksibifenil-2-sulfinat + H2O {\displaystyle \rightleftharpoons } 2-hidroksibifenil + sulfit
Enzim iz Rhodococcus vrste IGTS8 je kodiran plazmidom koji sadrži dibenzotiofen-desumporizacioni (dsz) operon.

## Literatura
- Nicholas C. Price; Lewis Stevens (1999). Fundamentals of Enzymology: The Cell and Molecular Biology of Catalytic Proteins (Third изд.). USA: Oxford University Press. ISBN 019850229X.
- Eric J. Toone (2006). Advances in Enzymology and Related Areas of Molecular Biology, Protein Evolution (Volume 75 изд.). Wiley-Interscience. ISBN 0471205036.
- Branden C; Tooze J. Introduction to Protein Structure. New York, NY: Garland Publishing. ISBN 0-8153-2305-0.
- Irwin H. Segel. Enzyme Kinetics: Behavior and Analysis of Rapid Equilibrium and Steady-State Enzyme Systems (Book 44 изд.). Wiley Classics Library. ISBN 0471303097.

## Spoljašnje veze
- 2'-hydroxybiphenyl-2-sulfinate+desulfinase на 